# Споменик на гробу Николе Рашића
Споменик на гробу Николе Рашића учесника и организатора покрета против Турака, налази се у средишњем делу старог нишког гробља на парцели бр. 23, у трећем реду, као гроб под редним бројем 2. 
Споменик је подигнут 1935. године средствима нишке општине и донацијама грађана. 

## Историја
Никола Коле Рашић био је истакнути учесник и организатор буна и завера против Турака. Након 1870. године када је започео бугарски егзерхистички покрет, којим су бугарски свештеници добили право да врше богослужење на бугарском језику, Никола Рашић се побунио против бугарског свештенства и стао у заштиту српског језика. Са члановима београдског Одбора за организовање борбе против Турака на југу Србије био је у сталном контакту од 1871. године. Крајем фебруара 1874. године основао је револуционарну организацију за борбу против Турака познату као „Тајни комитет“ или „Нишка завера“. Комитет се од 1875. фокусирао на прикупљање оружја и чланова. Када је 1876. године започео српско-турски рат, Никола Рашић је у њему учествовао са 200 добровољаца. За велико јунаштво и залагање при ослобађању јужне Србије, од кнеза Милана добио је звање војводе.

## Споменик културе
Споменик на гробу Николе Рашића регистрован је у Непокретна културна добра на територији општине Палилула, града Ниша. 
На основу одлуке Извршног савета Скупштине општине Ниш, 1983. године додаје се на списак Завода за заштиту споменика културе у Нишу и заведена је као непокретно културно добро: споменик културе.